# Harry Darbyshire
Harry Darbyshire (22 tháng 10 năm 1931 – 17 tháng 6 năm 1991) là một cầu thủ bóng đá người Anh thi đấu ở Football League cho Leeds United, Halifax Town, Bury và Darlington. Ông thi đấu ở vị trí tiền đạo trung tâm hoặc right half.